# Acid Folk Alleanza (album)
Acid Folk Alleanza è il primo album del gruppo musicale omonimo, prodotto dalla Sugar nel 1993.

## Tracce
Lato A
1. Comandante Straker
2. Bifidus
3. Core selvatico
4. M.S. Body-art
5. Cianciulli balla
6. Allarme rosso
7. Sono uno sporco guardone
8. Folk acido
9. Io sono uno
10. I siluri del Po
11. I tecnovillani
12. La storia di Dorando Pietri